# فرن الشيطان
فرن الشيطان (بالتشيكية: Čertova pec) هو كهف كارست صغير في جبال بوفاتسكي إينوفيك في سلوفاكيا. يقع بالقرب من رادوشينا في إقليم نيترا. بالإضافة إلى كونه موقعًا ترفيهيًا حديثًا، من المعروف أن الكهف قد قدم أدلة مادية على الوجود البشري المتكرر والسكنى خلال العصر الحجري.

## نظرة عامة
يبلغ طول الكهف الإجمالي 27 مترًا (89 قدمًا)، وهو نصب تذكاري طبيعي محمي نظرًا لأهميته الحفرية. تعد المنطقة المحيطة بفرن الشيطان أيضًا موقعًا ترفيهيًا يتضمن موتيلًا وموقعًا للتخييم وملعبًا. هناك ثلاثة مسارات للمشي لمسافات طويلة في المنطقة المجاورة.

## علم الحفريات
أنتج الموقع آثارًا لمراحل سكن متعددة خلال العصر الحجري القديم. تُنسب الاكتشافات الأولى إلى الثقافة الموستيرية (المرتبطة بشكل أساسي بإنسان نياندرتال). بالإضافة إلى ذلك، هناك مجموعة من الأشياء المرتبطة مبدئيًا بثقافة سلتيان، وهي تسمية محلية تتوافق تقريبًا مع ثقافة جرافيتي المعاصرة. يشير تاريخ الكربون المشع للقطع الأثرية الثقافية السلتيانية إلى وجود الإنسان في عصور ما قبل التاريخ في الكهف منذ حوالي 38400 عام.

## وصلات خارجية
- Devil's Furnace Cave نسخة محفوظة 12 مايو 2021 على موقع واي باك مشين., Topoľčany Cluster project